# Quảng Ngãi (Stadt)
Thành phố Quảng Ngãi ist eine Stadt mit 261.000 Einwohnern in Zentralvietnam, Hauptstadt der gleichnamigen Provinz Quảng Ngãi. Auf einer Fläche von 3712 Hektar ist die Stadt in zehn Stadtbezirke eingeteilt, diese sind:
1. Phường Lê Hồng Phong
2. Phường Nguyễn Nghiêm
3. Phường Trần Hưng Đạo
4. Phường Nghĩa Chánh
5. Phường Chánh Lộ
6. Phường Nghĩa Lộ
7. Phường Trần Phú
8. Phường Quảng Phú
9. Xã Nghĩa Dũng
10. Xã Nghĩa Dõng